# Низово (Ленинградская область)
Низово — деревня в Суховском сельском поселении Кировского района Ленинградской области.

## История
Деревня Низово упоминается в Дозорной книге Водской пятины Корельской половины 1612 года в Пречистенском Городенском погосте Ладожского уезда.
Деревня Низова упомянута на карте «Ладожское озеро и Финский залив с прилегающими местами» 1745 года.
На карте Санкт-Петербургской губернии Ф. Ф. Шуберта 1834 года обозначена деревня Низова, состоящая из 66 крестьянских дворов.

НИЗОВО — деревня принадлежит Казённому ведомству, число жителей по ревизии: 193 м. п., 180 ж. п. (1838 год)

Согласно карте профессора С. С. Куторги 1852 года деревня называлась Низова и состояла из 66 дворов.

НИЗОВО — деревня Ведомства государственного имущества, по просёлочной дороге, число дворов — 63, число душ — 203 м. п. (1856 год)

НИЗОВО — деревня казённая при реке Кобоне, число дворов — 85, число жителей: 225 м. п., 169 ж. п.; Часовня православная. Ярмарка (1862 год)

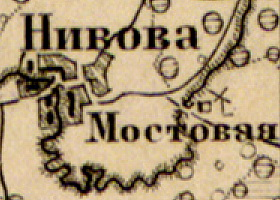
Деревня Низово на карте 1863 года

Согласно карте из «Исторического атласа Санкт-Петербургской Губернии» 1863 года деревня называлась Нивова и располагалась по обоим берегам реки Кабона.
Сборник Центрального статистического комитета описывал деревню так:

НИЗОВА — деревня бывшая государственная при реке Кобони, дворов — 87, жителей — 477. Часовня, 2 лавки, ярмарка в июне и 26 октября. (1885 год)

В конце XIX века деревня административно относилась к Кобонской волости 1-го стана Новоладожского уезда Санкт-Петербургской губернии, в начале XX века — 4-го стана.
С 1917 по 1923 год деревня Низово входила в состав Низовского сельсовета Кобонской волости Новоладожского уезда.
Согласно военно-топографической карте Петроградской и Новгородской губерний издания 1921 года деревня называлась Нивова.
С 1923 года в составе Шумской волости Волховского уезда.
Согласно данным переписи населения СССР 1926 года в деревне Низово проживал 621 человек — все русские.
С 1927 года в составе Мгинского района.
По данным 1933 года деревня Низово являлась административным центром Низовского сельсовета Мгинского района, в который входили 3 населённых пункта: деревни Бор, Мостовая и само Низово, общей численностью населения 995 человек.
По данным 1936 года в состав Низовского сельсовета входили 3 населённых пункта, 157 хозяйств и 2 колхоза.

План деревни Низово. 1941 год

Согласно топографической карте РККА 1941 года деревня насчитывала 95 дворов. В деревне работала школа и располагался сельсовет.
С 1954 года в составе Кобонского сельсовета.
В 1958 году население деревни Низово составляло 193 человека.
С 1959 года в составе Выставского сельсовета.
С 1960 года в составе Волховского района.
По данным 1966 и 1973 годов деревня Низово также находилась в подчинении Выставского сельсовета Волховского района.
По данным 1990 года деревня Низово входила в состав Суховского сельсовета Кировского района.
В 1997 году в деревне Низово Суховской волости проживали 142 человека, в 2002 году — 125 человек (русские — 95 %).
В 2007 году в деревне Низово Суховского СП — 121.

## География
Деревня расположена в северо-восточной части района на автодороге 41К-123 (Лаврово — Кобона — Сухое), к западу от центра поселения, деревни Сухое.
Расстояние до административного центра поселения — 8 км.
Расстояние до ближайшей железнодорожной станции Войбокало — 28 км.
Через деревню протекает река Кобона.

## Демография
| 1862 | 2007 | 2010 | 2017 |
| ---- | ---- | ---- | ---- |
| 394  | ↘121 | ↘97  | ↗135 |

## Фото

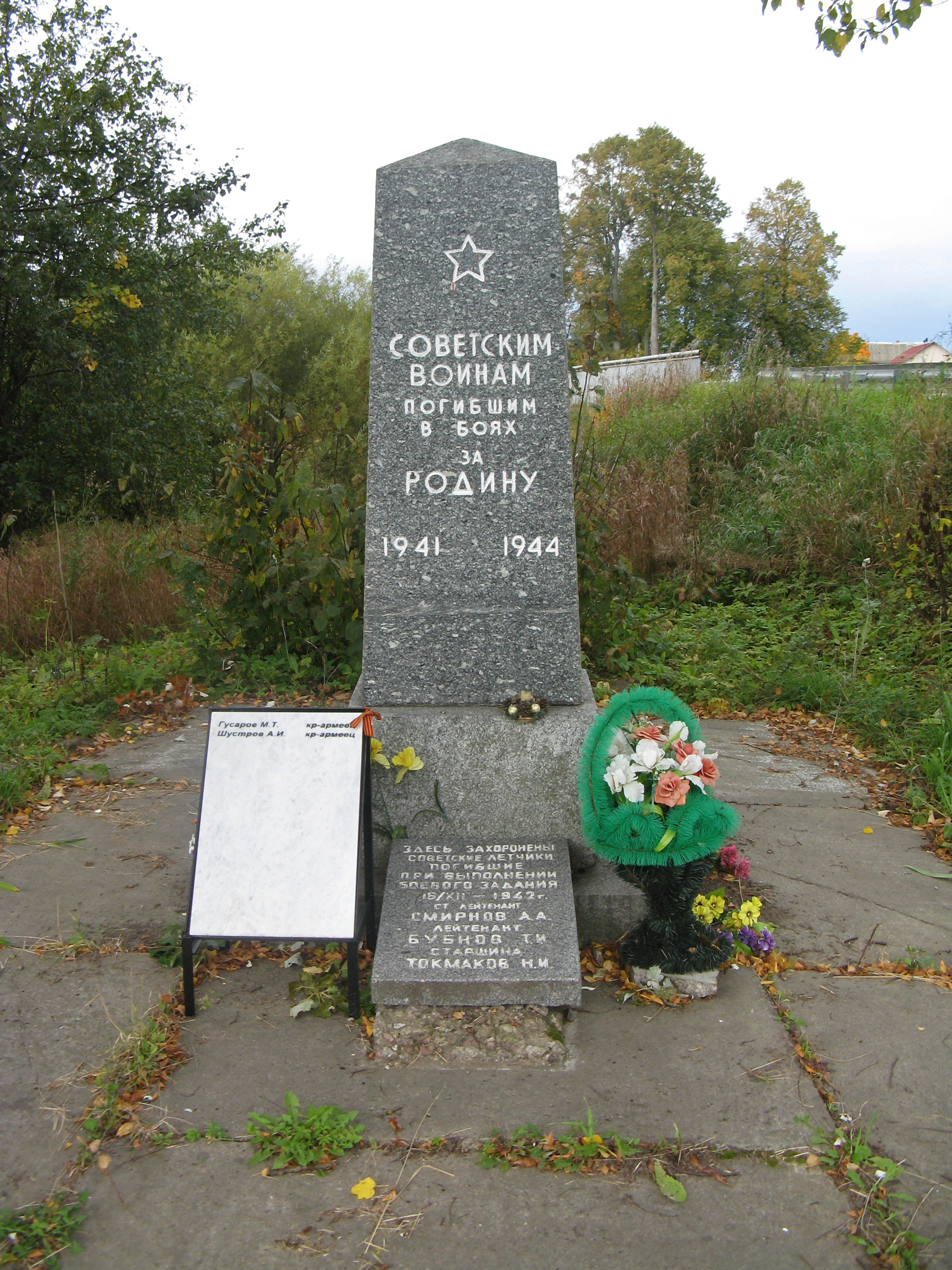
Братская могила воинов, погибших во время Великой Отечественной войны

## Улицы
Карабинский Ручей, территория Юрковское Поле.

## Садоводства
Ладога Парк.